# NieuwNieuws
NieuwNieuws is een Nederlandstalige nieuwswebsite. Het is sinds eind 2005 de opvolger van "nieuws.geenstijl.nl". Er worden hoofdzakelijk korte berichten geplaatst met weinig inhoudelijke diepgang. Onderwerpen die aan bod komen zijn politiek, sport, roddel en sociale media.

## Geschiedenis
De site zag het levenslicht in 2005 onder de naam "nieuws.geenstijl.nl". Op 6 december 2005 ging de website verder als "nieuwnieuws.nl".
Op 1 april 2008 werd de website van het gratis dagblad Sp!ts samengevoegd met "nieuwnieuws.nl" onder de naam "Spitsnieuws". Geenstijl heeft tot september 2010 nog doorgelinkt naar SpitsNieuws. Op 1 december 2015 werd de website samengevoegd met de concurrerende krant Metro. De resulterende website Metro XL behield de blauwe kleur en ook de inhoud en redactie van Spitsnieuws bleven onveranderd. Wel ging Metro XL verder met een nieuw reactiesysteem.
In juli 2020 werd NieuwNieuws opnieuw opgericht onder de vlag van GeenStijl. Verslaggever Dennis Schouten werd creatief directeur. tot en met maart 2021 publiceerde Schouten video's onder het logo van NieuwNieuws op zijn eigen YouTube-kanaal. Geenstijl.nl geeft directe links naar de website.

## Vormgeving
De oorspronkelijke site had aparte kenmerken. Ten eerste werden de van persbureaus betrokken berichten voorzien van meningen van de eigen redactie. Ten tweede werd bij de artikelen ruim doorgelinkt naar sites als YouTube en fotosites als Hollywoodtuna. Ten slotte was er ruim gelegenheid voor de lezers om te reageren op de berichten. Ook het veelvuldig en prominent gebruik van foto's was opvallend. Elke dag plaatste de website een 'slaapmutsje' en een 'lunchbabe', foto's van een schaars gekleed model. Het slaapmutsje werd aan het eind van de avond gepost, de lunchbabe rond lunchtijd.
In de hernieuwde versie van 2020 werd het als een klassieke krantentitel ogende logo 'NieuwNieuws' boven de artikelen vervangen door een gestileerd logo, bestaande uit twee blauwe gekoppelde hoofdletters 'N'. Er is niet langer ruimte voor reacties van lezers.